# Вайнер, Джейкоб
Дже́йкоб Ва́йнер (Я́коб Ви́нер; англ. Jacob Viner; 3 мая 1892, Монреаль — 12 сентября 1970, Принстон) — американский экономист канадского происхождения, профессор, член-корреспондент Британской академии. Награждён медалью Фрэнсиса Уокера в 1962 году.

## Биография
Родился в еврейской семье эмигрантов из Германии.
Степень бакалавра получил в 1914 году в Университете Макгилла. В 1915 году поступил в аспирантуру Гарвардского университета, где получил докторскую степень. Преподавал в Чикагском и Принстонском университетах.
Являлся умеренным сторонником свободного рынка, критиковал взгляды Дж. М. Кейнса, но считал, что демократия имеет первенство перед требованиями экономической теории, и если общество хочет регулирования, то экономисты должны думать о том, как его лучше осуществлять, так как удовлетворение подобных требований придаёт экономической системе стабильность.
В 1934—1939 годах советник министра финансов США Генри Моргентау, являлся поборником бюджетного дефицита и увеличения государственных расходов как средства борьбы с депрессией. В одной публикации 1935 года о Вайнере писали:

Главный человек в мозговом тресте Министерства финансов, невысокий и рыжий, гордится тем, что не держится железной хваткой ни за одну теорию, не принадлежит ни к одной экономической школе и никогда не терял умения быстро и правильно менять курс при любом ветре.
Был президентом Американской экономической ассоциации в 1939 году, член-корреспондентом Британской академии с 1953 года.

## Вклад в науку
В статье «Концепция полезности в теории ценности и её критики» анализирует проблемы формирования теории предельной полезности, а также аспекты применения концепции полезности в экономике благосостояния.
В Принстоне под его влияние попал Дональд Уинч.

### Сочинения
- Винер Дж. Концепция полезности в теории ценности и её критики// Вехи экономической мысли. Т. 1. Теория потребительского поведения и спроса / Под ред. В. М. Гальперина — СПб.: Экономическая школа, 2000. — С. 78−116 — 380 с. — ISBN 5-900428-48-6 (англ. The Utility Concept in Value Theory and its Critics, 1925).
- Вайнер Дж. Кривые затрат и кривые предложения // Вехи экономической мысли. Т. 2. Теория фирмы / Под ред. В. М. Гальперина — СПб.: Экономическая школа, 1995. — С. 94−133. — 534с. — ISBN 5-900428-18-4 (англ. Costs Curves and Supply Curves, 1931).
- Винер Я. Проблема таможенного союза // Вехи экономической мысли. Т. 6. Международная экономика / под ред. А. П. Киреева. — М.: ТЕИС, 2006. — С. 696−705 — ISBN 5-7598-0439-1.
- Some Problems of Logical Method in Political Economy, 1917, JPE
- Price Policies: the determination of market price", 1921.
- Dumping: A problem in international trade, 1923.
- Canada’s Balance of International Indebtedness: 1900—1913, 1924.
- Adam Smith and Laissez-Faire", 1927, JPE
- The Present Status and Future Prospects of Quantitative Economics", 1928, AER
- Mills' Behavior of Prices", 1929, QJE
- The Doctrine of Comparative Costs", 1932, WWA
- Inflation as a Possible Remedy for the Depression", 1933, Proceedings of Institute of Public Affairs, Univ. of Georgia
- Mr. Keynes and the Causes of Unemployment", 1936, QJE.
- Studies in the Theory of International Trade, 1937.
- Marshall’s Economics, in Relation to the Man and to his Times", 1941, AER
- Trade Relations Between Free-Market and Controlled Economies, 1943.
- International Relations between State-Controlled National Economies", 1944, AER.
- Prospects for Foreign Trade in the Post-War World", 1946, Manchester Statistical Society.
- Power Versus Plenty as Objectives of Foreign Policy in the Seventeenth and Eighteenth Centuries", 1948, World Politics
- Bentham and J.S. Mill: the Utilitarian Background", 1949, AER
- The Customs Union Issue, 1950.
- A Modest Proposal for Some Stress on Scholarship in Graduate Training, 1950.
- International Economics, 1951.
- International Trade and Economic Development, 1952.
- Review of Schumpeter’s History of Economic Analysis", 1954, AER
- `Fashion' in Economic Thought", 1957, Report of 6th Conference of Princeton Graduate Alumni
- International Trade Theory and its Present-Day Relevance", 1955, Economics and Public Policy
- The Long View and the Short: Studies in economic theory, 1958.
- Stability and Progress: the poorer countries' problem", 1958, in Hague, editor, Stability and Progress in the World Economy
- Five Lectures on Economics and Freedom, 1959 (Wabash Lectures, pub. 1991)
- The Intellectual History of Laissez-Faire", 1960, J Law Econ
- Hayek on Freedom and Coercion", 1960, Southern EJ
- Relative Abundance of the Factors and International Trade", 1962, Indian EJ
- The Necessary and Desirable Range of Discretion to be Allowed to a Monetary Authority", 1962, in Yeager, editor, In Search of a Monetary Constitution
- Progressive Individualism as Original Sin", 1963, Canadian J of Econ & Poli Sci
- The Earlier Letters of John Stuart Mill, 1963, Univ of Toronto Quarterly
- The Economist in History", 1963, AER
- The United States as a Welfare State", 1963, in Higgenbotham, editor, Man, Science, Learning and Education
- Problems of Monetary Control, 1964.
- Comment on my 1936 Review of Keynes", 1964, in Lekachman, editor, Keynes’s General Theory
- Introduction", in J. Rae, Life of Adam Smith, 1965.
- Adam Smith", 1968, in Sills, editor, International Encyclopedia of Social Sciences
- Mercantilist Thought", 1968, in Sills, editor, International Encyclopedia of Social Sciences
- Man’s Economic Status", 1968, in Clifford, editor, Man Versus Society in Eighteenth-Century Britain.
- Satire and Economics in the Augustan Age of Satire", 1970, in Miller et al, editors, The Augustan Milieu
- The Role of Providence in the Social Order, 1972.
- Religious Thought and Economic Society, 1978.
- Essays on the Intellectual History of Economics, 1991.

## Награды
За свои достижения был награждён:
- 1962 — медаль Фрэнсиса Уокера от Американской экономической ассоциации.